# SKZ2021
SKZ2021 – druga kompilacja południowokoreańskiej grupy Stray Kids, wydany 23 grudnia 2021 roku. Płytę promował teledysk od Scars. Album składa się z czternastu utworów, które grupa nie znalazły się na ich poprzednim albumie kompilacyjnym SKZ2020, a także koreańskiej wersji „Scars”, która była głównym singiem.

## Lista utworów
| CD  | CD                                                  | CD                                                                | CD                                                                | CD                         | CD      |
| Nr  | Tytuł utworu                                        | Tekst                                                             | Kompozycja                                                        | Aranżacja                  | Długość |
| --- | --------------------------------------------------- | ----------------------------------------------------------------- | ----------------------------------------------------------------- | -------------------------- | ------- |
| 1.  | „Scars” (kor. ver.)                                 | Bang Chan (3Racha), Changbin (3Racha), Han (3Racha)               | Bang Chan, Changbin, Han, Armadillo                               | Bang Chan, Versachoi       | 3:19    |
| 2.  | „Awaken”                                            | Bang Chan, Changbin, Han                                          | Bang Chan, Changbin, Han, Kim Park Chella                         | Kim Park ChellaBang, Chan  | 3:13    |
| 3.  | „Rock” (kor. 돌)                                    | Bang Chan, Changbin, Han                                          | Bang Chan, Changbin, Han, Glory Face (Full8loom)                  | Glory Face (Full8loom)     | 3:13    |
| 4.  | „3rd Eye”                                           | Bang Chan, Changbin, Han                                          | Bang Chan, Changbin, Han, This N That                             | This N That                | 4:03    |
| 5.  | „Placebo”                                           | Bang Chan, Lee Know, Changbin, Hyunjin, Han, Felix, Seungmin, I.N | Bang Chan, Changbin, Han                                          | Lee Woo-min 'Collapsedone' | 3:55    |
| 6.  | „Insomnia” (kor. 불면증)                            | Bang Chan, Changbin, Han                                          | Bang Chan, Changbin, Han, KZ, Space One                           | Space One                  | 3:26    |
| 7.  | „Behind the Light” (kor. 그림자도 빛이 있어야 존재) | Bang Chan, Lee Know, Changbin, Hyunjin, Han, Felix, Seungmin, I.N | Bang Chan, Lee Know, Changbin, Hyunjin, Han, Felix, Seungmin, I.N | Bang Chan                  | 4:30    |
| 8.  | „My Side” (kor. 편)                                 | Bang Chan, Changbin, Han                                          | Bang Chan, Changbin, Han, Frants                                  | Frants                     | 3:36    |
| 9.  | „N/S” (kor. 극과 극)                                | Bang Chan, Changbin, Han                                          | Bang Chan, Changbin, Han, Slo                                     | Slo                        | 3:44    |
| 10. | „0325”                                              | Bang Chan, Changbin, Han                                          | Bang Chan, Changbin, Han, Hong Ji-sang                            | Hong Ji-sang               | 3:38    |
| 11. | „For You”                                           | Bang Chan, Lee Know, Changbin, Hyunjin, Han, Felix, Seungmin, I.N | Bang Chan, Lee Know, Changbin, Hyunjin, Han, Felix, Seungmin, I.N | Bang Chan, Doplamingo      | 4:09    |
| 12. | „Maze of Memories” (kor. 잠깐의 고요)               | Bang Chan, Changbin, Han                                          | Bang Chan, Changbin, Han, J;Key                                   | J;Key, Bang Chan           | 2:55    |
| 13. | „Broken Compass” (kor. 고장난 나침반)               | Bang Chan, Lee Know, Changbin, Hyunjin, Han, Felix, Seungmin, I.N | Bang Chan, Lee Know, Changbin, Hyunjin, Han, Felix, Seungmin, I.N | Versachoi, Bang Chan       | 3:41    |
| 14. | „Hoodie Season”                                     | Bang Chan, Lee Know, Changbin, Hyunjin, Han, Felix, Seungmin, I.N | Bang Chan, Lee Know, Changbin, Hyunjin, Han, Felix, Seungmin, I.N | Edmmer, Alom               | 3:54    |

## Notowania
| Lista                               | Pozycja |
| ----------------------------------- | ------- |
| Oricon Weekly Album Chart (Japonia) | 5       |
| Billboard Japan Hot Albums          | 40      |